# 伍美玲
伍美玲（Ng Mei Ling，1940年—），祖籍廣東台山，是一名已退役馬來西亞女子羽球運動員。
伍美玲的最大成功是1962年與林世合一起贏得亞洲羽球錦標賽混合雙打冠軍。 在同年的亞運會羽球比賽上，她與陳玉美一起獲得女子雙打銅牌。在1961年的東南亞運動會羽球比賽上，她與伍文美一起獲得混合雙打銀牌。1961年和1962年，她在檳城公開賽上取得了成功。她與陳玉美一起獲得1962年和1963年馬來西亞羽球公開賽女子雙打冠軍。在同一賽事，她與鄭求山一起獲得1962年和1965年的混合雙打冠軍。 